# اشلی هادسون
اشلی هادسون (انگلیسی: Ashley Hodson؛ زادهٔ ۵ مهٔ ۱۹۹۵) بازیکن فوتبال اهل بریتانیا است.
از باشگاه‌هایی که در آن بازی کرده‌است می‌توان به باشگاه فوتبال لیورپول اشاره کرد.